# Águilas Negras
Águilas Negras (De svarta örnarna) är en väpnad aktör i Colombiakonflikten. Organisationen tros fungera som ett löst sammansatt nätverk för olika paramilitära grupper med högerpolitiska sympatier. Águilas Negras ideologi innefattar antikommunism, och de är således en av de grupper som för en väpnad kamp mot vänstergerillorna FARC-EP och ELN, samtidigt som de säger sig vara positivt inställda till Álvaro Uribe och Colombias president Juan Manuel Santos. Águilas Negras har intressen i handeln med kokain och heroin och misstänks för att ligga bakom flera avrättningar av civila colombianer.